# ليغا باسكيت الدرجة الأولى 2001–02
ليغا باسكيت الدرجة الأولى 2001–02 (بالإيطالية: Serie A 2001-2002)‏ هو موسم من ليغا باسكيت الدرجة الأولى. أشرف على تنظيمه دوري  كرة السلة الإيطالي ‏، وفاز فيه تريفيزو لكرة السلة.